# Corrado Taranto
Corrado Taranto (Nápoles, 28 de marzo de 1956) es un actor y director de cine italiano.

## Biografía
Hijo y sobrino, respectivamente, de los actores Carlo y Nino Taranto, comenzó su carrera como actor de teatro en 1974 con la sceneggiata de Nunzio Gallo y Tecla Scarano. Posteriormente, continuó su carrera con otros artistas como los hermanos Taranto, Mariano Rigillo, Luisa Conte, Mario Scaccia, Carlo Cecchi, los hermanos Aldo y Carlo Giuffré, y Luigi De Filippo.
En la década de 1980, empezó a trabajar para el cine y la televisión, interpretando papeles secundarios. En el mismo periodo, formó pareja artística con Mimmo Sepe, con el que ganó el Festival Nacional del Cabaré de Loano en 1988. En los años noventa, Taranto y Sepe aparecieron en el programa "Seven Show" del canal Italia 7.
Desde los años 2000, se dedica ocasionalmente a la enseñanza de interpretación en el Teatro Trianon de Nápoles.
En 2008 debutó en la dirección cinematográfica con la película Ferragosto a pezzi y la menos conocida Sottosopra, de la que también es protagonista y guionista.

## Filmografía

### Cine
- Maccaroni (Maccheroni), de Ettore Scola (1985)
- Montecarlo Gran Casinò, de Carlo Vanzina (1987)
- La tempesta, de Giovanna Lenzi (1988)
- Stradivari, de Giacomo Battiato (1988)
- El amor no es lo que parece (Pensavo fosse amore... invece era un calesse), de Massimo Troisi (1991)
- Ladri di futuro, de Enzo Decaro (1991)
- Io, tu e tua sorella, de Salvatore Porzo (1997)
- Ferragosto a pezzi, de Corrado Taranto (2008)
- Un'estate al mare, de Carlo Vanzina (2008)
- Sguardi diversi, de Maria Manna (2008)
- Irreality, de Salvatore Scarico (2011)
- Il ricordo di una lacrima, de Mario Santocchio (2015)
- Leggero, leggerissimo, de Antimo Campanile - cortometraje (2021)
- Mixed by Erry, de Sydney Sibilia (2023)

### Televisión
- Vita di Antonio Gramsci - miniserie (1981)
- Un posto al sole - serial (1996)
- Capri - serie (2006)
- La squadra - serie (2003-2007)
- Il filo segreto - telefilme (2021)
- Gomorra - serie (2021)

## Programas de televisión
- Seven Show (1997-1999)